# فترت
فَترَت (از عربی: سستی یا کُندی) به معنی فاصله و وقفه میان دو دوره است.
1. این اصطلاح بیشتر برای فاصلهٔ زمانی میان دو دورهٔ پادشاهی به‌کار می‌رود. به دورهٔ انتقالی میان دو دورهٔ بزرگ‌تر هم دوران فترت گفته می‌شود.
2. ایام فترت یا دوران فترت، در فرهنگ سیاسی معاصر ایران به دورهٔ بین دو دوره مجلس نیز گفته می‌شود، یعنی دوره‌ای که مجلس قبلی تعطیل شده و مجلس تازه شروع نشده‌است.
3. سستی، ضعف. زمان بین دو نوبت تب. مدت زمان بین ظهور دو پیامبر یا بر تخت نشستن دو پادشاه.
4. به باور مسلمانان، نزول قرآن به محمد برای مدتی قطع گردید که این امر را فترت می‌نامند. فترت در لغت به معنی قطع تنفس، حبس و تعطیل است. مدت این دوره حداقل ۱۲ روز و حداکثر ۳ سال بوده‌است. علت این قطع نیز ظاهراً وعده‌ایست که پیامبر به مشرکان داده بود، بدون این‌که ان‌شاءالله بگویند و این ترک اولی موجب قطع وحی گردید. پس از قطع وحی سوره والضحی نازل شد. یه قولی آماده شدن روحی و پروش فکری پیامبر بوده‌است.[۱][۲][۳] البته طبق نظری دیگر، چنین فترتی روی نداده‌است و روایات ذیل این حدیث از اسرائیلیات است.